# Julieta Kenan
Julieta Matar Kenan (Provincia de Río Negro, Argentina, 1921-16 de mayo de 2018), más conocida como Julieta Kenan, fue una actriz y cantante de tangos, de nacionalidad argentina que era llamada "La Reina de la Gitanería" y cantaba temas propios y también los éxitos de Sara Montiel.

## Biografía
Julieta Matar Kenan nació en la  provincia de Río Negro, Argentina. Destacó en el cine en la década de oro durante el período 1944-1951, en las comedias musicales relacionadas con el arrabal porteño. Realizó Pachamamá en 1944. En el año 1949 participó en Mujeres que bailan de Manuel Romero y Nace la libertad de Julio Saraceni. En 1951 actuó en Café cantante de Antonio Momplet. Desde 2009 hasta su fallecimiento se desempeña como tesorera de la "Casa del Teatro".[cita requerida]
Falleció el 16 de mayo de 2018.

## Filmografía
- Pachamama (1944)
- Mujeres que bailan (1949)
- Nace la libertad (1949)
- Café cantante (1951)